# Lassina Paré
Lassina Paré, né le 27 août 1964, est un ancien arbitre burkinabé de football. Il a été arbitre international de 1997 à 2009.

## Carrière
Il a officié dans des compétitions majeures : 
- CAN 2004 (1 match)
- CAN 2006 (1 match)